# Lyonia octandra
Lyonia octandra là một loài thực vật có hoa trong họ Thạch nam. Loài này được (Sw.) Griseb. mô tả khoa học đầu tiên năm 1859.